# Els misteris de la basílica
Els misteris de la basílica (títol original en francès, Les Mystères de la basilique) és un telefilm francès, de la col·lecció Els misteris de..., escrit per David D'Aquaro, dirigit per François Guérin i emès per primera vegada, a Bèlgica el 6 d'abril de 2018 a La Une, a Suïssa a RTS Un el 13 d'abril i a França a França 3 el 14 d'abril. S'ha doblat al català per TV3.